# FC Hermannstadt
Der FC Hermannstadt ist ein rumänischer Fußballverein aus Hermannstadt (rumänisch Sibiu). Der Verein tritt seit der Saison 2022/23 in der Liga 1, der höchsten rumänischen Spielklasse, an.

## Geschichte
Der Verein wurde im Frühjahr 2015 gegründet, um nach der Auflösung von CSU Voința Sibiu wieder einen Fußballverein in der Stadt zu haben. In seiner ersten Saison wurde der FC Hermannstadt Meister der Liga IV und setzte sich in den Playoffs durch, womit der Aufstieg in die Liga III gelang. In der nächsten Saison gelang erneut der Aufstieg, den sich der Verein vier Spieltage vor Ende der Saison sicherte. Am viertletzten Spieltag der Saison 2017/18 feierte Hermannstadt nach einem 1:1-Unentschieden beim FC Chindia Târgoviște den Aufstieg in die Liga 1. Im rumänischen Pokal gelangte der Verein 2018 durch Siege über Steaua Bukarest im Viertelfinale und Gaz Metan Mediaș im Halbfinale ins Pokalfinale, wo man auf den CS Universitatea Craiova traf und schließlich mit 0:2 unterlag. Hermannstadt ist damit der erste Zweitligist seit 36 Jahren, dem der Einzug ins Pokalfinale gelang.
In seiner ersten Spielzeit in der Liga 1 konnte der Verein durch einen Sieg über den direkten Konkurrenten FC Dunărea Călărași am letzten Spieltag den Relegationsplatz erobern. In der Relegation traf Hermannstadt auf Universitatea Cluj, den Dritten der zweiten Liga. Dort sicherte sich Hermannstadt mit einem 2:0-Auswärtssieg trotz einer Niederlage im Rückspiel mit 0:1 den Klassenerhalt.
In der Saison 2020/21 konnte Hermannstadt sich durch einen Sieg am letzten Spieltag bei gleichzeitiger Niederlage des Konkurrenten Astra Giurgiu in die Relegation retten. In den Relegationsspielen unterlag man allerdings mit 0:0 und 1:2 dem CS Mioveni und musste somit nach drei Jahren wieder in die Zweitklassigkeit absteigen. In der folgenden Saison gelang dem Verein als Zweitplatzierter der direkte Wiederaufstieg.

## Stadion
Der FC Hermannstadt trug seine Heimspiele im 14.200 Zuschauer fassenden Stadionul Municipal aus. Wegen des sich in die Länge ziehenden Stadionumbaus zog der Verein während der Saison 2018/19 in das Städtische Stadion Târgu Mureș um. Ab Mai 2019 fanden die Heimspiele wieder im Stadionul Municipal statt. Die Bauarbeiten wurden in der Sommerpause fortgesetzt. In der Saison 2019/20 spielte man darum zunächst erneut in Târgu Mureș. Am 6. Dezember 2022 eröffnete schließlich nach etwas mehr als zwei Jahren Bauzeit das neue Stadionul Municipal mit 13.013 Plätzen.